# Steenwijkerland
Steenwijkerland (en bas saxon : Steenwiekerlaand ou Stienwiekerlaand) est une commune néerlandaise située à l'extrémité nord-ouest de la province d'Overijssel. Elle borde les provinces voisines de Flevoland, Frise et Drenthe, avec l'hôtel de ville à Steenwijk, ville d'après laquelle elle est nommée. Au 1er juillet 2021, Steenwijkerland compte 44 467 habitants.

## Histoire
La commune de Steenwijkerland est établie le 1er janvier 2001 par la fusion de Brederwiede, Steenwijk et IJsselham, mais porte le nom de Steenwijk jusqu'au 1er janvier 2003. Le changement de nom est décidé afin de refléter la diversité de la nouvelle commune au-delà de la ville de Steenwijk.

## Géographie

### Situation
Steenwijkerland couvre une grande partie de la région naturelle dite Kop van Overijssel (« Tête de l'Overijssel »), voisine du Salland au sud-est et comprenant historiquement également les communes de Kampen, Zwartewaterland et Staphorst. Au sein de la Kop van Overijssel, Steenwijkerland couvre le Land van Vollenhove, région historique nommée d'après la ville de Vollenhove.

### Localités
La commune couvre les villes, villages et hameaux suivants : Baarlo, Baars, Barsbeek, Basse, Belt-Schutsloot, Blankenham, Blauwe Hand, Blokzijl, De Bult, De Klosse, De Kolk, De Pol, Doosje, Dwarsgracht, Eesveen, Giethoorn, Heetveld, Kadoelen, Kalenberg, Kallenkote, Kuinre, Leeuwte, Marijenkampen, Moespot, Muggenbeet, Nederland, Oldemarkt, Onna, Ossenzijl, Paasloo, Roekebosch, Ronduite, Scheerwolde, Sint Jansklooster, Steenwijk, Steenwijkerwold, Tuk, Vollenhove, Wanneperveen, Wetering, Willemsoord, Witte Paarden, IJsselham et Zuidveen.

## Patrimoine
La commune de Steenwijkerland couvre une grande partie du parc national Weerribben-Wieden, une petite partie au sud se trouvant dans la commune de Zwartewaterland.